# Ver-lès-Chartres
Ver-lès-Chartres est une commune française située dans le département d'Eure-et-Loir en région Centre-Val de Loire.

## Géographie

### Situation
La commune de Ver-lès-Chartres est située dans la vallée de l'Eure, à 7 km au sud de Chartres.

Situation de Ver-lès-Chartres
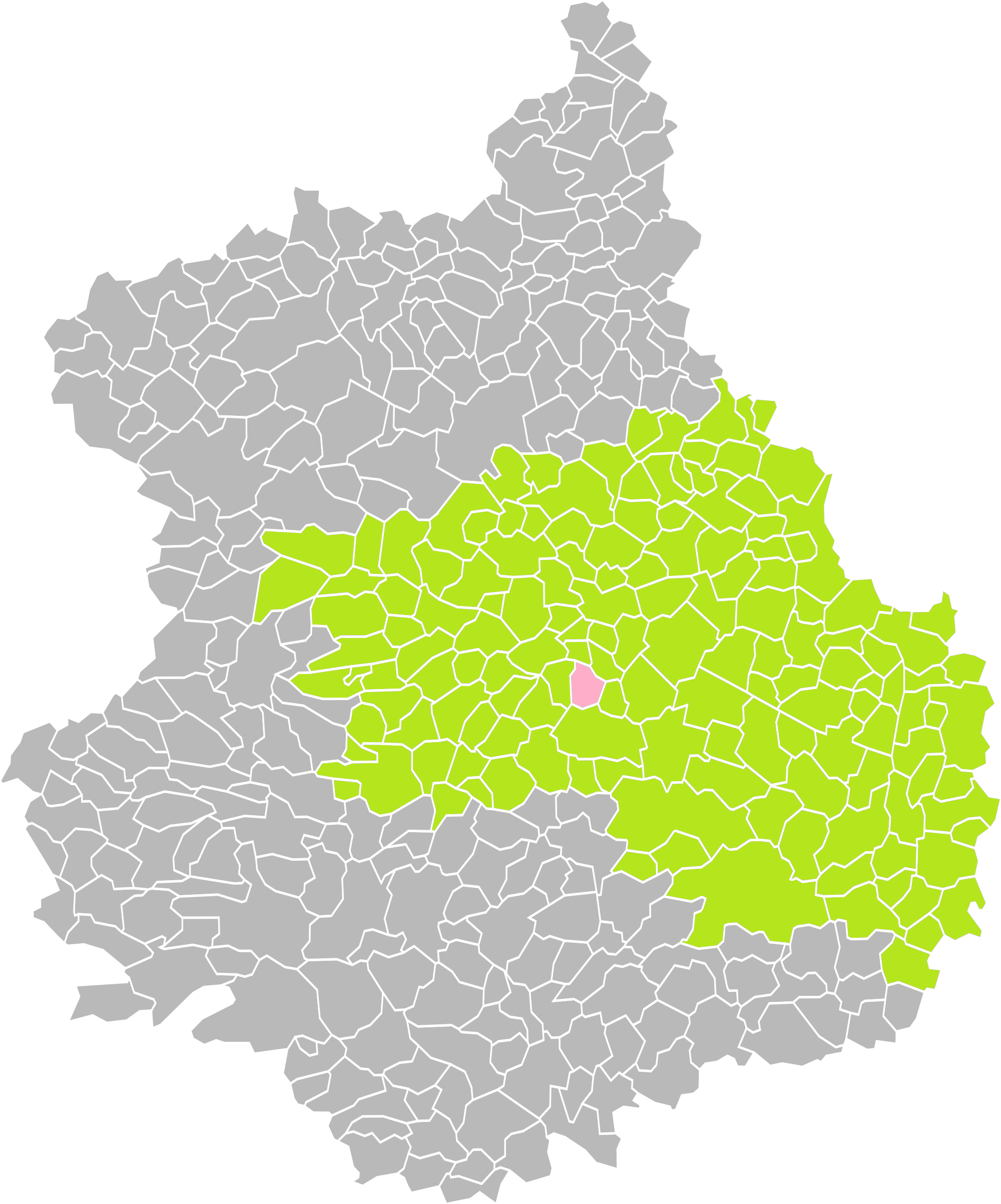
Ver-lès-Chartres dans l'arrondissement de Chartres.
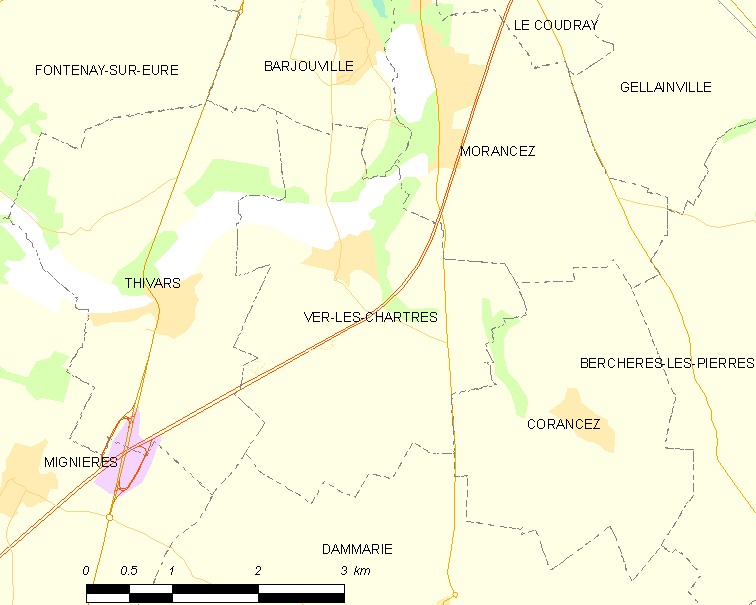
Carte de la commune de Ver-lès-Chartres.

### Communes limitrophes
| Thivars | Barjouville      | Morancez           |
| Thivars | Ver-lès-Chartres | Morancez, Corancez |
| Thivars | Dammarie         | Corancez           |

### Lieux-dits et écarts
La commune est composée de plusieurs hameaux : Houdouenne, Loché, Pierre-Pesant, Reneuve, La Varenne.

### Hydrographie
La commune est baignée par la rivière l'Eure, affluent en rive gauche du fleuve la Seine.
En provenance de Thivars, l'Eure traverse la commune par deux bras : le bras principal passe par Loché et un bras secondaire, le Boisseau, par La Varenne. La rivière se dirige ensuite vers Barjouville et Morancez.
Loché a bénéficié d'une station hydrologique sur l'Eure de 1969 à 1985. Le débit moyen annuel ou module, observé durant cette période de 17 ans, est de 2,39 m3 s, soit 2 390 litres par seconde.
La hauteur maximale instantanée, relevée à Loché le 12 avril 1983, est de 1,55 m.

### Climat
Pour des articles plus généraux, voir Climat du Centre-Val de Loire et Climat d'Eure-et-Loir.
En 2010, le climat de la commune est de type climat océanique dégradé des plaines du Centre et du Nord, selon une étude du CNRS s'appuyant sur une série de données couvrant la période 1971-2000. En 2020, Météo-France publie une typologie des climats de la France métropolitaine dans laquelle la commune est exposée à un climat océanique altéré et est dans la région climatique  Sud-ouest du bassin Parisien, caractérisée par une faible pluviométrie, notamment au printemps (120 à 150 mm) et un hiver froid (3,5 °C). 
Pour la période 1971-2000, la température annuelle moyenne est de 10,5 °C, avec une amplitude thermique annuelle de 14,2 °C. Le cumul annuel moyen de précipitations est de 621 mm, avec 10,2 jours de précipitations en janvier et 7,6 jours en juillet. Pour la période 1991-2020, la température moyenne annuelle observée sur la station météorologique de Météo-France la plus proche, sur la commune de Sours à 9 km à vol d'oiseau, est de 11,6 °C et le cumul annuel moyen de précipitations est de 587,6 mm,. Pour l'avenir, les paramètres climatiques de la commune estimés pour 2050 selon différents scénarios d'émission de gaz à effet de serre sont consultables sur un site dédié publié par Météo-France en novembre 2022.

## Urbanisme

### Typologie
Au 1er janvier 2024, Ver-lès-Chartres est catégorisée ceinture urbaine, selon la nouvelle grille communale de densité à 7 niveaux définie par l'Insee en 2022.
Elle est située hors unité urbaine. Par ailleurs la commune fait partie de l'aire d'attraction de Chartres, dont elle est une commune de la couronne,. Cette aire, qui regroupe 117 communes, est catégorisée dans les aires de 50 000 à moins de 200 000 habitants,.

### Occupation des sols
L'occupation des sols de la commune, telle qu'elle ressort de la base de données européenne d’occupation biophysique des sols Corine Land Cover (CLC), est marquée par l'importance des territoires agricoles (87,6 % en 2018), en diminution par rapport à 1990 (90,4 %). La répartition détaillée en 2018 est la suivante : 
terres arables (79,9 %), forêts (6,4 %), zones urbanisées (6 %), zones agricoles hétérogènes (5,6 %), prairies (2,1 %). L'évolution de l’occupation des sols de la commune et de ses infrastructures peut être observée sur les différentes représentations cartographiques du territoire : la carte de Cassini (XVIIIe siècle), la carte d'état-major (1820-1866) et les cartes ou photos aériennes de l'IGN pour la période actuelle (1950 à aujourd'hui).

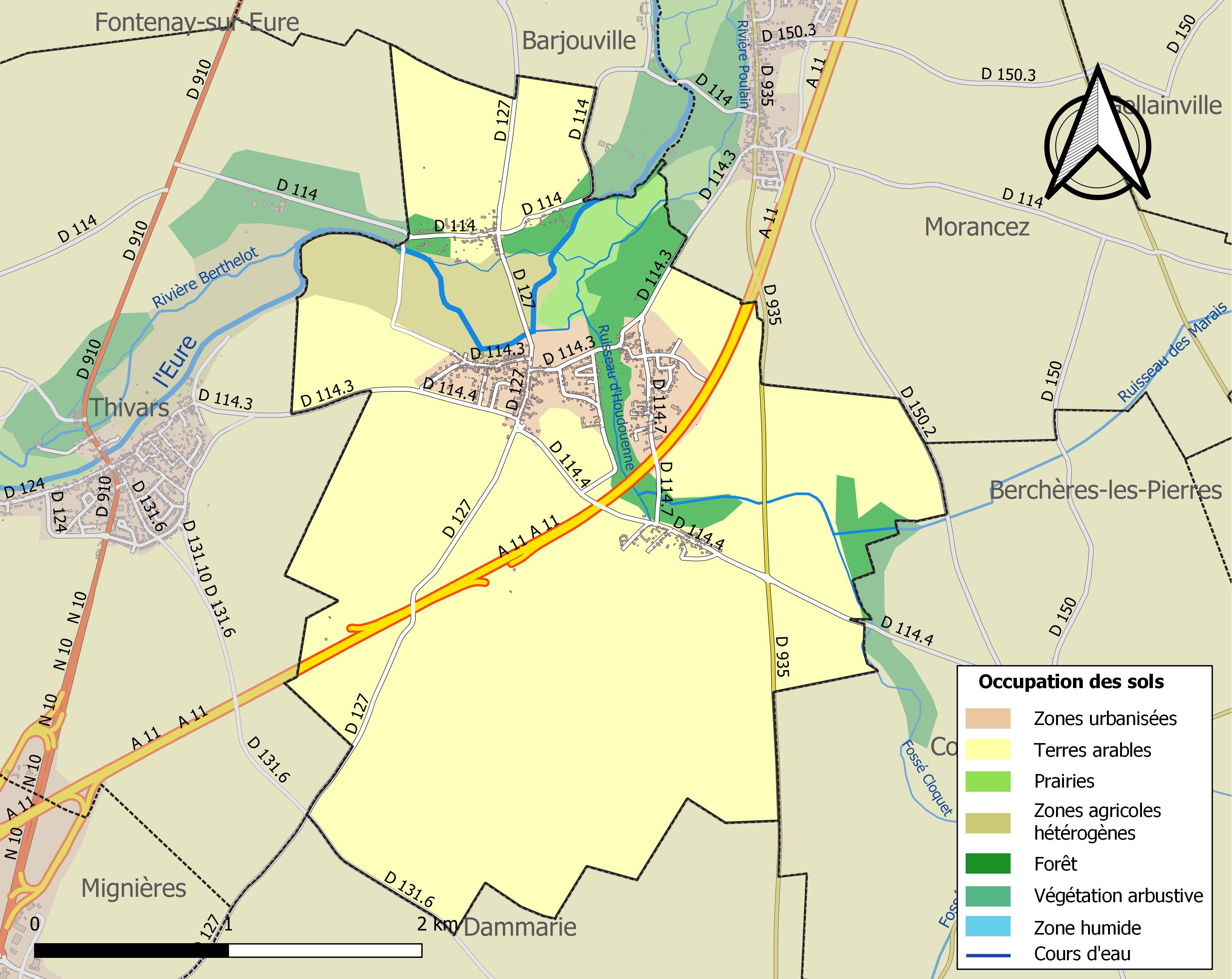
Carte des infrastructures et de l'occupation des sols de la commune en 2018 (CLC).

### Risques majeurs
Le territoire de la commune de Ver-lès-Chartres est vulnérable à différents aléas naturels : météorologiques (tempête, orage, neige, grand froid, canicule ou sécheresse), inondations, mouvements de terrains et séisme (sismicité très faible). Il est également exposé à un risque technologique, le transport de matières dangereuses. Un site publié par le BRGM permet d'évaluer simplement et rapidement les risques d'un bien localisé soit par son adresse soit par le numéro de sa parcelle.

#### Risques naturels
Certaines parties du territoire communal sont susceptibles d’être affectées par le risque d’inondation par débordement de cours d'eau, notamment l'Eure. La commune a été reconnue en état de catastrophe naturelle au titre des dommages causés par les inondations et coulées de boue survenues en 1999,.

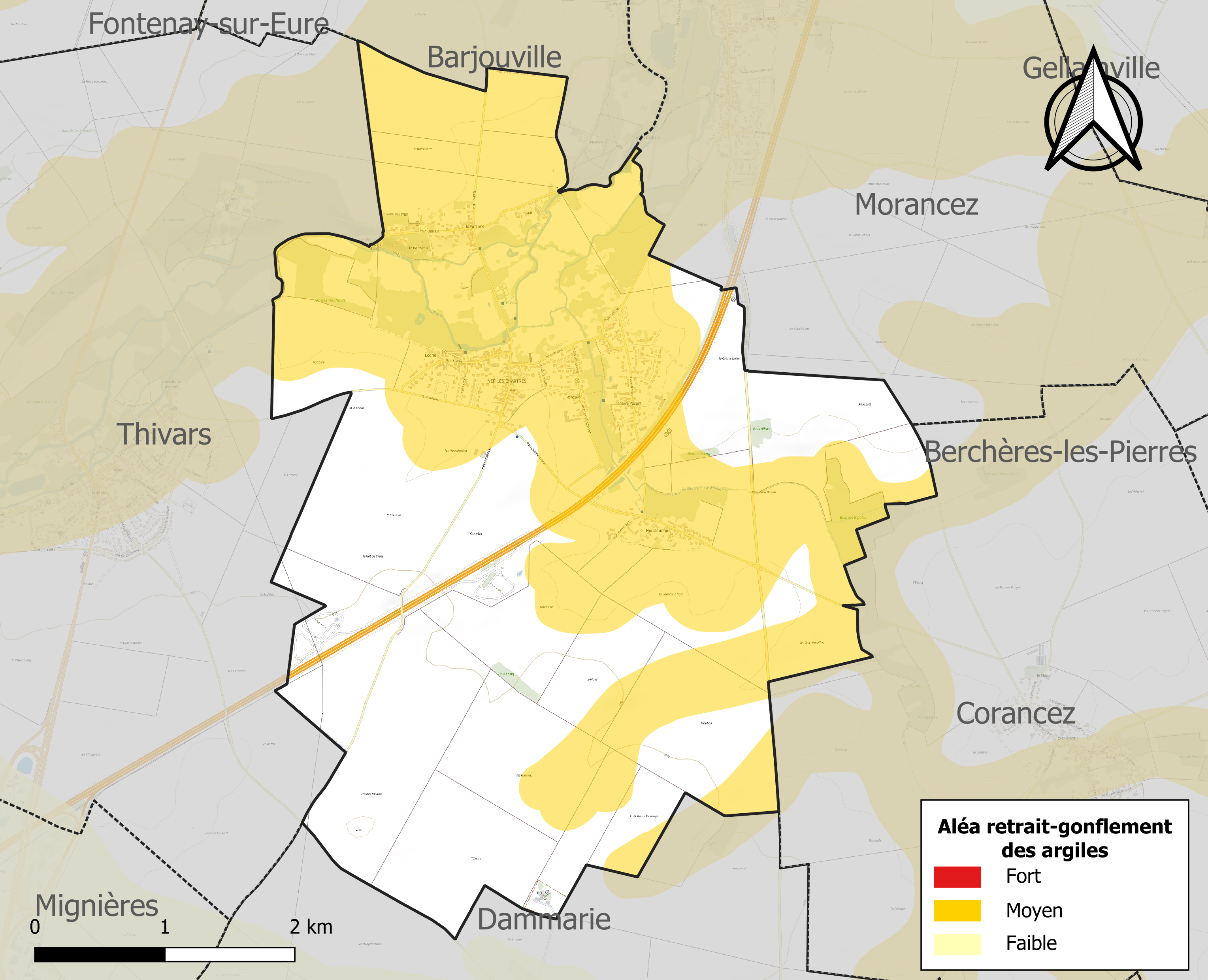
Carte des zones d'aléa retrait-gonflement des sols argileux de Ver-lès-Chartres.

Les mouvements de terrains susceptibles de se produire sur la commune sont des affaissements et effondrements liés aux cavités souterraines. L'inventaire national des cavités souterraines permet de localiser celles situées sur la commune.
Le retrait-gonflement des sols argileux est susceptible d'engendrer des dommages importants aux bâtiments en cas d’alternance de périodes de sécheresse et de pluie. 55 % de la superficie communale est en aléa moyen ou fort (52,8 % au niveau départemental et 48,5 % au niveau national). Sur les 352 bâtiments dénombrés sur la commune en 2019, 351 sont en aléa moyen ou fort, soit 100 %, à comparer aux 70 % au niveau départemental et 54 % au niveau national. Une cartographie de l'exposition du territoire national au retrait gonflement des sols argileux est disponible sur le site du BRGM,.
Concernant les mouvements de terrains, la commune a été reconnue en état de catastrophe naturelle au titre des dommages causés par des mouvements de terrain en 1999.

#### Risques technologiques
Le risque de transport de matières dangereuses sur la commune est lié à sa traversée par des infrastructures routières ou ferroviaires importantes ou la présence d'une canalisation de transport d'hydrocarbures. Un accident se produisant sur de telles infrastructures est en effet susceptible d’avoir des effets graves au bâti ou aux personnes jusqu’à 350 m, selon la nature du matériau transporté. Des dispositions d’urbanisme peuvent être préconisées en conséquence.

## Toponymie
Le nom de la localité est attesté sous la forme Vernus vers 954, issu du gaulois *verno au pluriel, « les aulnes ».
En français, la préposition « lès » signifie « près de ». D'usage vieilli, elle n'est guère plus rencontrée que dans les toponymes, plus particulièrement ceux de localités, lès-Chartres signifie « près Chartres ».

## Politique et administration

### Liste des maires
| Période                                  | Période   | Identité              | Étiquette | Qualité                                        |
| ---------------------------------------- | --------- | --------------------- | --------- | ---------------------------------------------- |
| Les données manquantes sont à compléter. |           |                       |           |                                                |
|                                          | mars 1989 | Boucher               |           |                                                |
| mars 1989                                | mars 2008 | Micheline Doucet      |           |                                                |
| mars 2008                                | mars 2014 | Gérard Fourré         |           |                                                |
| mars 2014                                | En cours  | Max Van Der Stichele, |           | Cadre administratif et commercial d'entreprise |

## Population et société

### Démographie
L'évolution du nombre d'habitants est connue à travers les recensements de la population effectués dans la commune depuis 1793. Pour les communes de moins de 10 000 habitants, une enquête de recensement portant sur toute la population est réalisée tous les cinq ans, les populations de référence des années intermédiaires étant quant à elles estimées par interpolation ou extrapolation. Pour la commune, le premier recensement exhaustif entrant dans le cadre du nouveau dispositif a été réalisé en 2005.

En 2022, la commune comptait 776 habitants, en évolution de −1,77 % par rapport à 2016 (Eure-et-Loir : −0,23 %, France hors Mayotte : +2,11 %).
| 1793 | 1800 | 1806 | 1821 | 1831 | 1836 | 1841 | 1846 | 1851 |
| ---- | ---- | ---- | ---- | ---- | ---- | ---- | ---- | ---- |
| 513  | 522  | 501  | 492  | 538  | 552  | 534  | 568  | 579  |

| 1856 | 1861 | 1866 | 1872 | 1876 | 1881 | 1886 | 1891 | 1896 |
| ---- | ---- | ---- | ---- | ---- | ---- | ---- | ---- | ---- |
| 536  | 565  | 563  | 555  | 561  | 533  | 526  | 518  | 509  |

| 1901 | 1906 | 1911 | 1921 | 1926 | 1931 | 1936 | 1946 | 1954 |
| ---- | ---- | ---- | ---- | ---- | ---- | ---- | ---- | ---- |
| 514  | 503  | 471  | 414  | 395  | 401  | 383  | 409  | 368  |

| 1962 | 1968 | 1975 | 1982 | 1990 | 1999 | 2005 | 2006 | 2010 |
| ---- | ---- | ---- | ---- | ---- | ---- | ---- | ---- | ---- |
| 350  | 330  | 560  | 708  | 748  | 724  | 763  | 769  | 809  |

| 2015 | 2020 | 2022 | - | - | - | - | - | - |
| ---- | ---- | ---- | - | - | - | - | - | - |
| 794  | 763  | 776  | - | - | - | - | - | - |

## Culture locale et patrimoine

### Lieux et monuments

#### Église Saint-Victor
L'église Saint-Victor abrite une cloche en bronze de 1709, classée monument historique en 1943.
Dans le chœur, les verrières sont l'œuvre des ateliers Lorin de Chartres et, dans la chapelle sud, de la fabrique de vitraux du carmel du Mans. Seul le vitrail maître, situé dans l'axe de l'édifice (baie 0), est figuratif et représente Jésus. Les six vitraux entourant ce dernier sont de facture géométrique.

L'église Saint-Victor
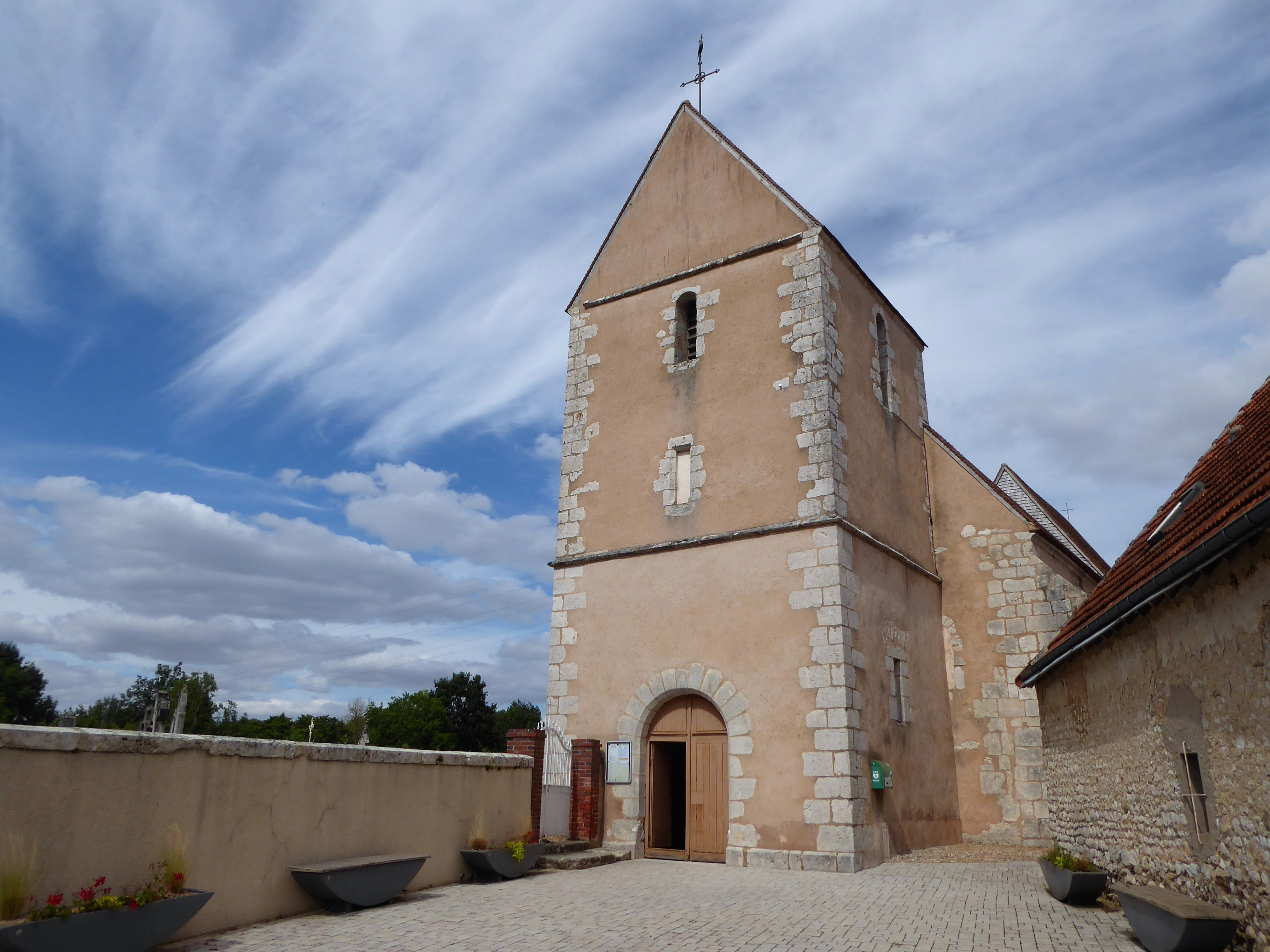
Clocher de la façade ouest.
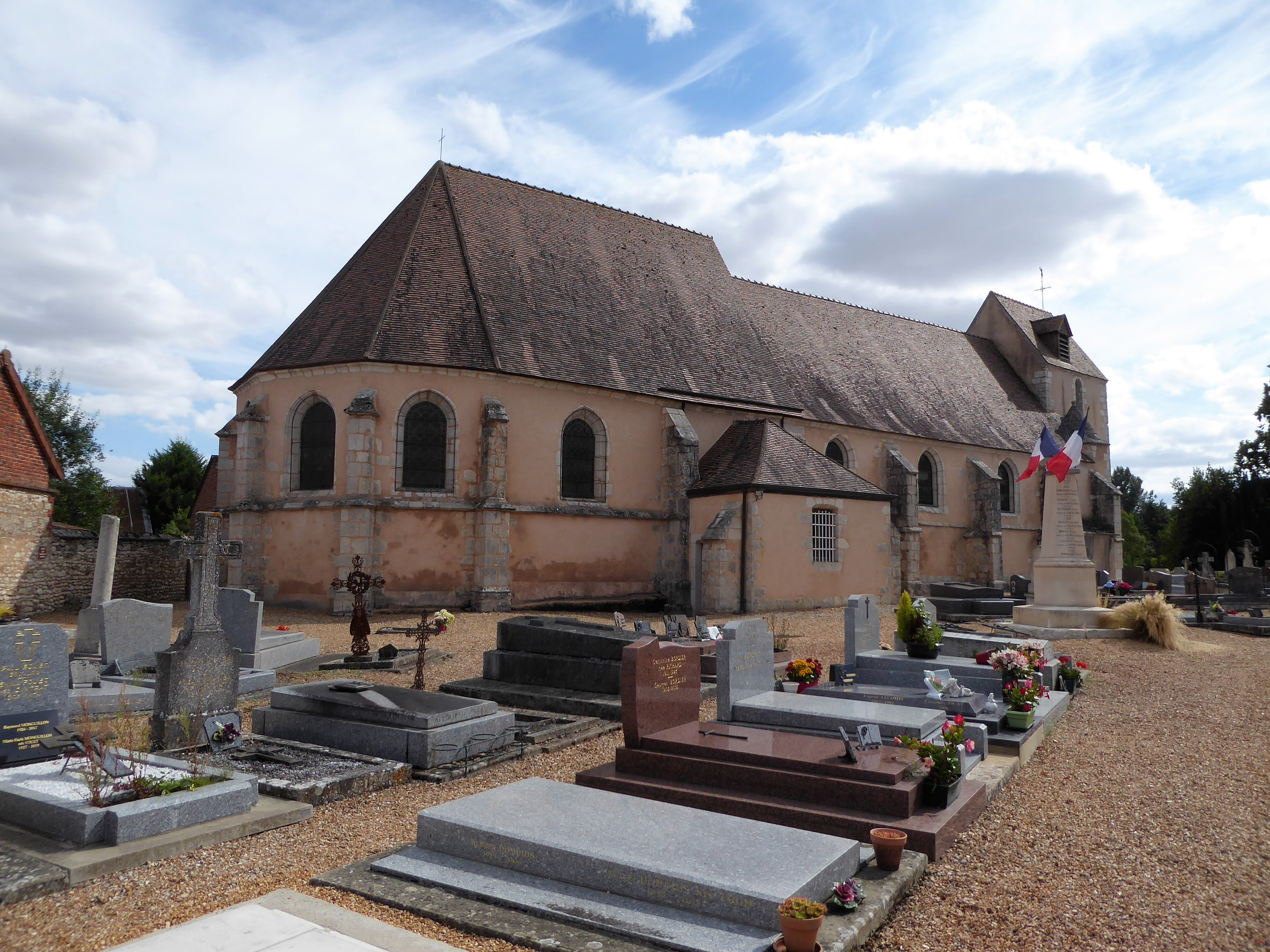
Chevet et mur nord.
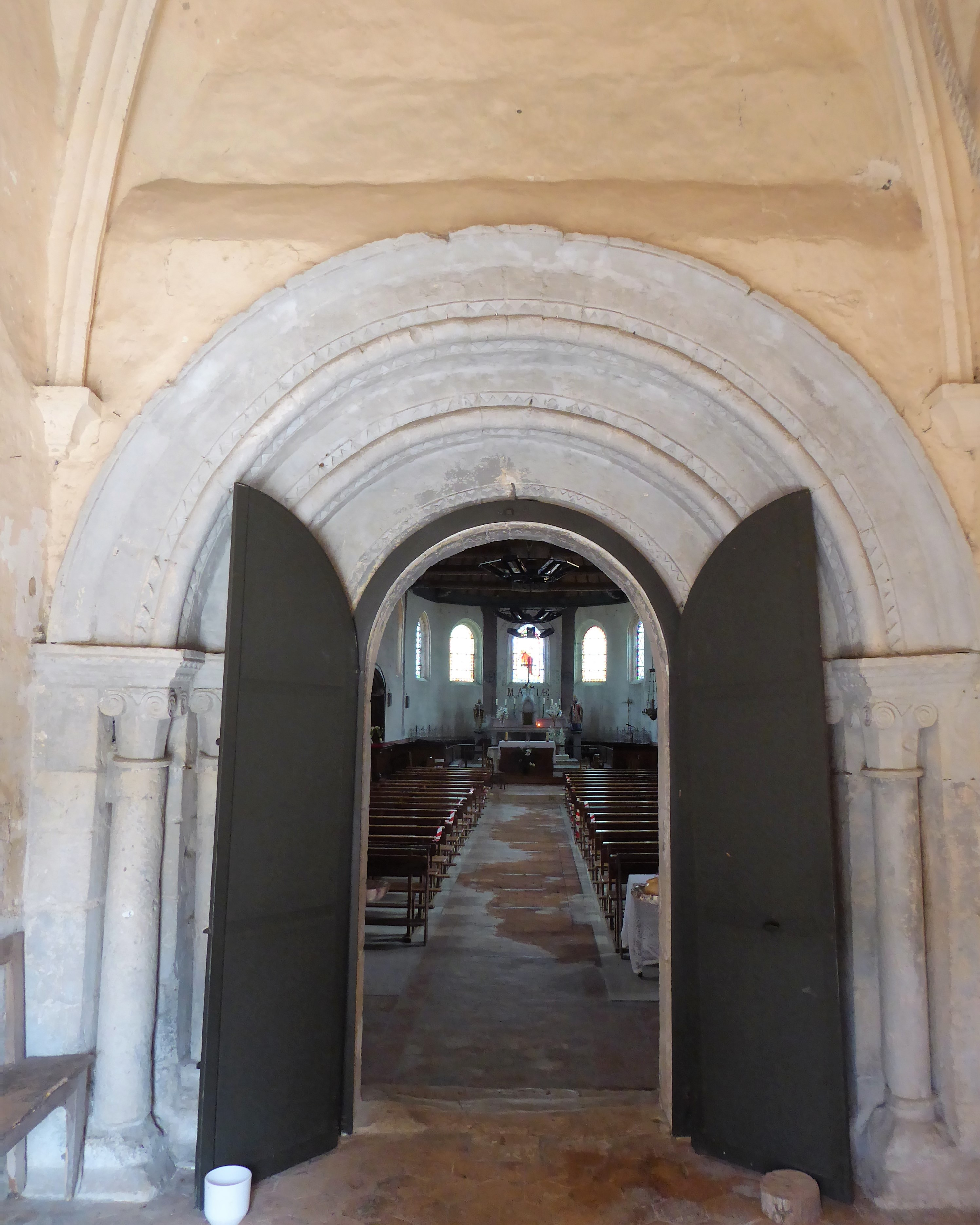
Porche d'entrée.
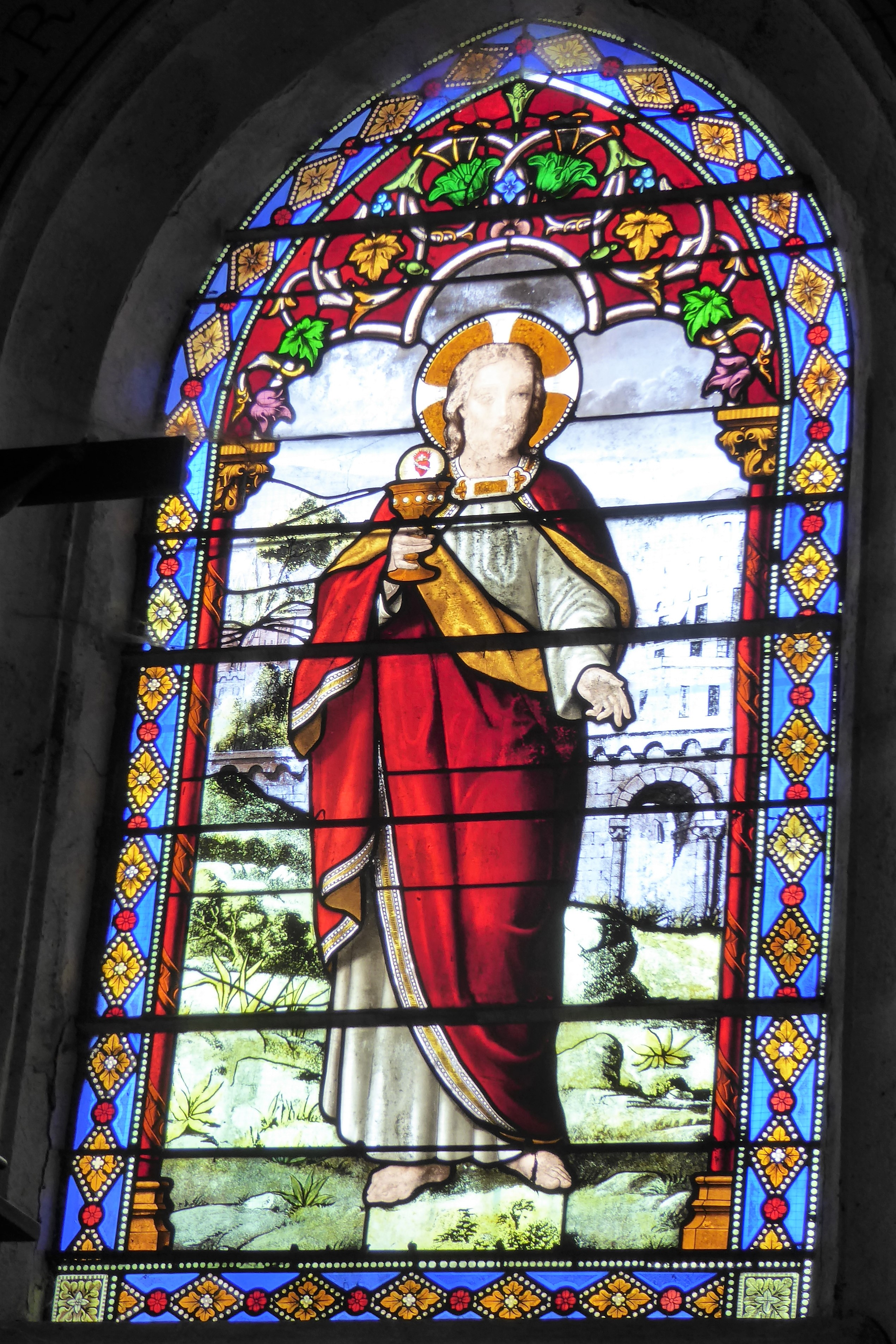
Vitrail maître.
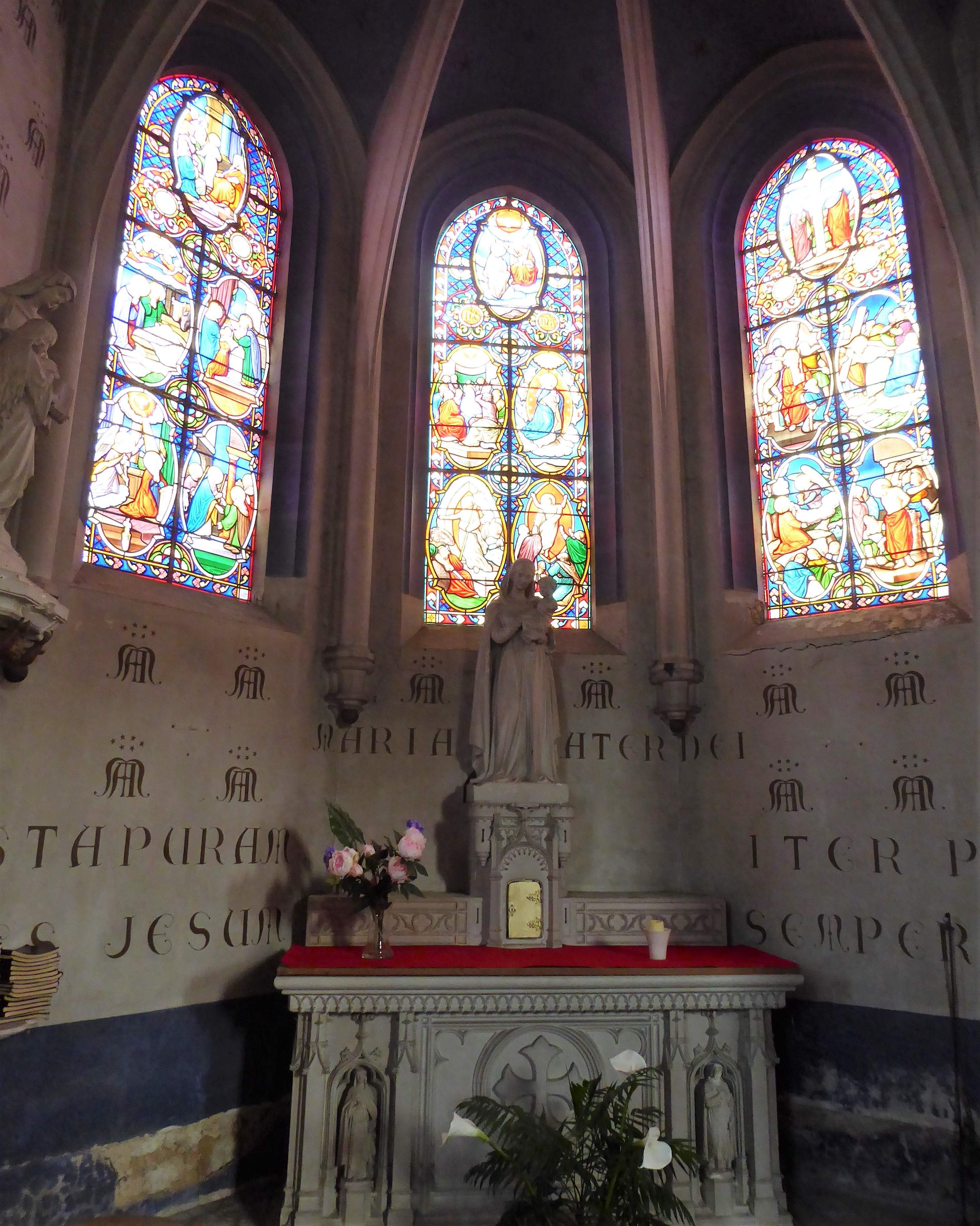
Chapelle sud.
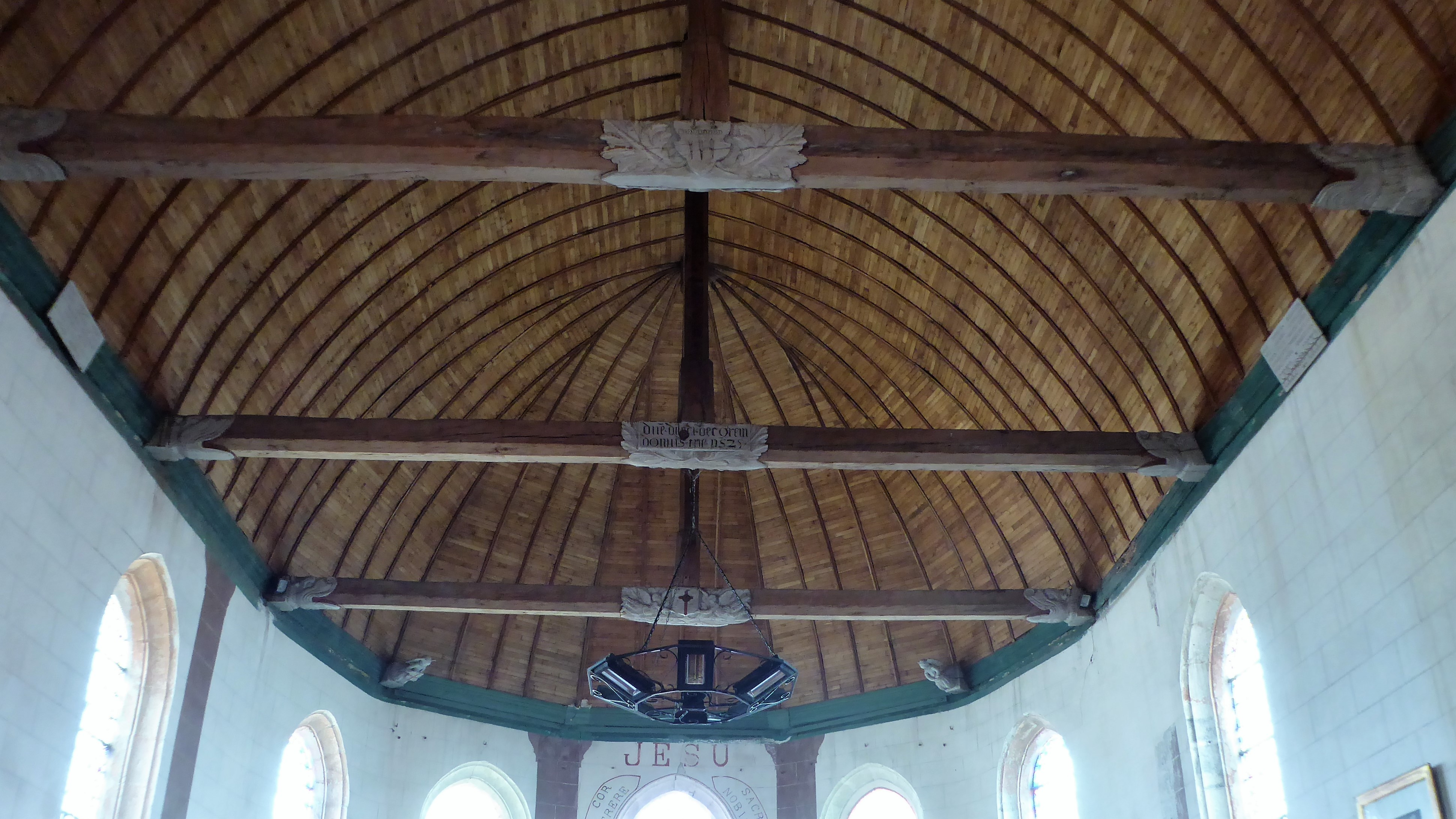
Voûte lambrissée et entraits du chœur.

#### Ancienne abbaye Notre-Dame de l'Eau
Cette ancienne abbaye cistercienne de femmes, fondée en 1226 et partiellement détruite lors de la Révolution, est située près du hameau de La Varenne.

#### Autres lieux et monuments
- L'ancien château, entouré d'un parc de 28 hectares, dans lequel est organisé en septembre 2024 la Fête de l'attelage, réunissant vingt-cinq meneurs, en présence des trompes de chasses de l'association Le Rallye Saint-Hubert de Chartres[30] ;
- Le moulin de Loché, sur l'Eure ;
- Le moulin de Tachainville, également sur l'Eure ;
- Le polissoir d'Houdouenne[31] ;
- Le menhir du Boisseau à la Varenne[31].

Autres lieux et monuments de Ver-lès-Chartres
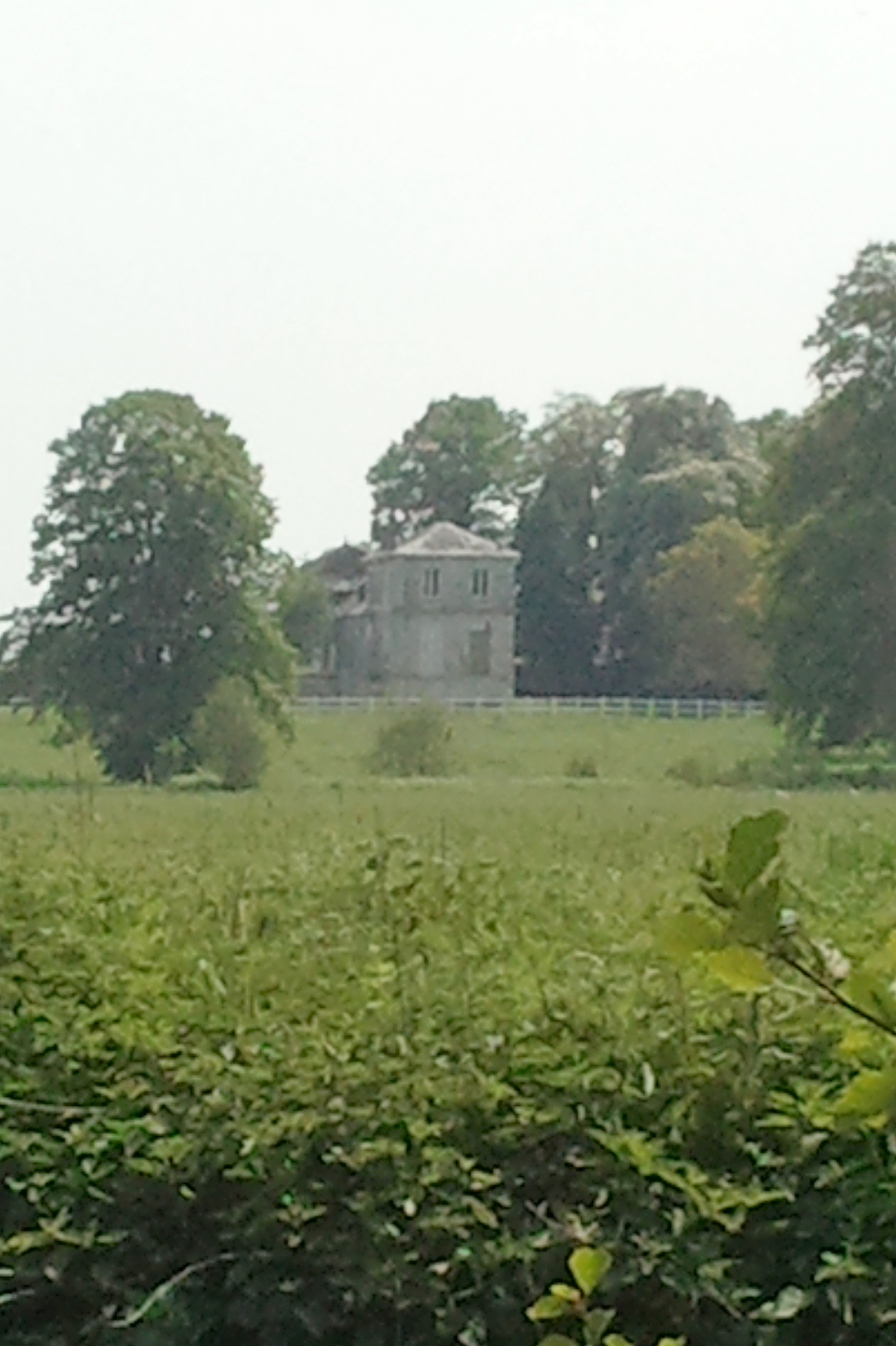
L'ancien château.
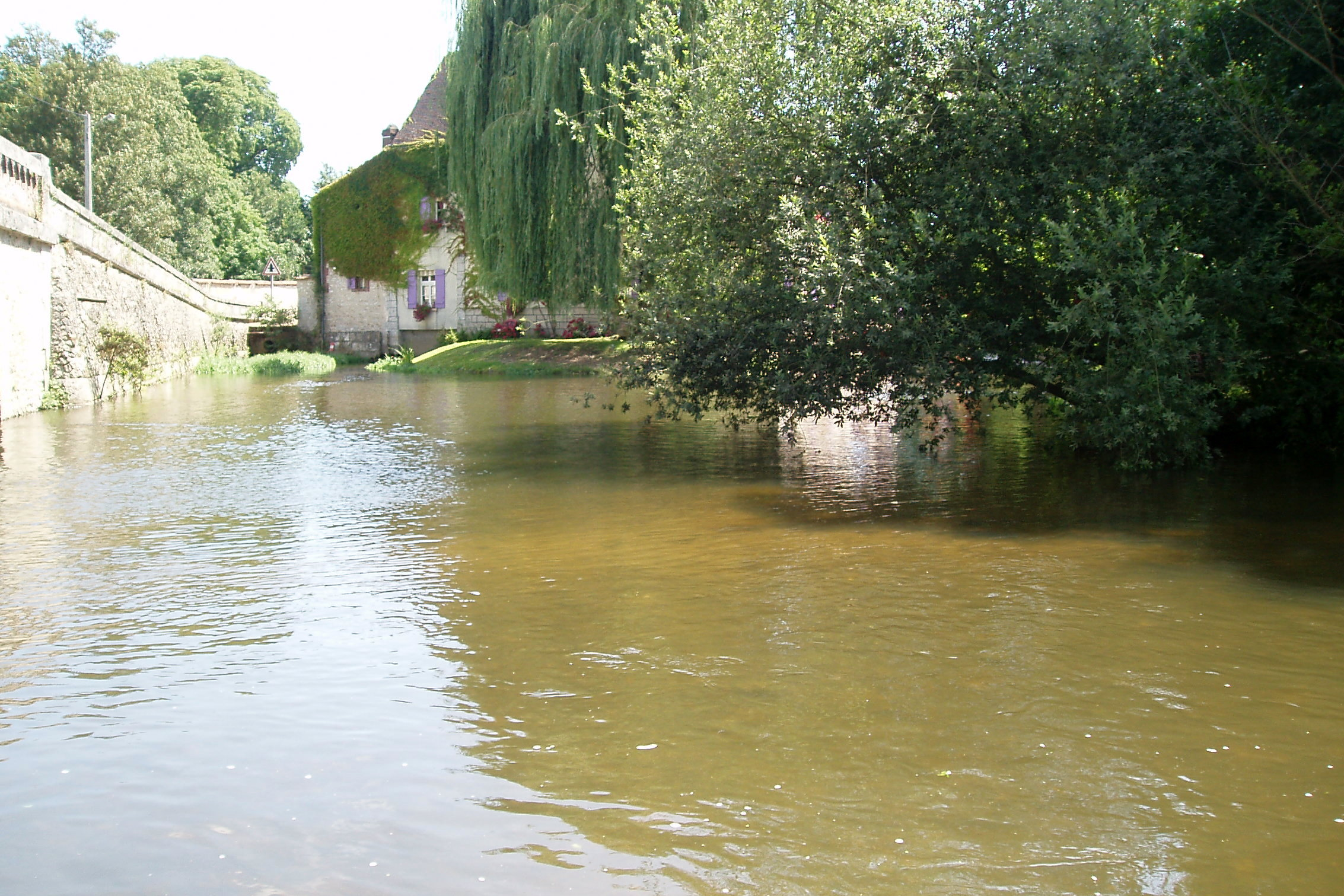
Le moulin de Loché.
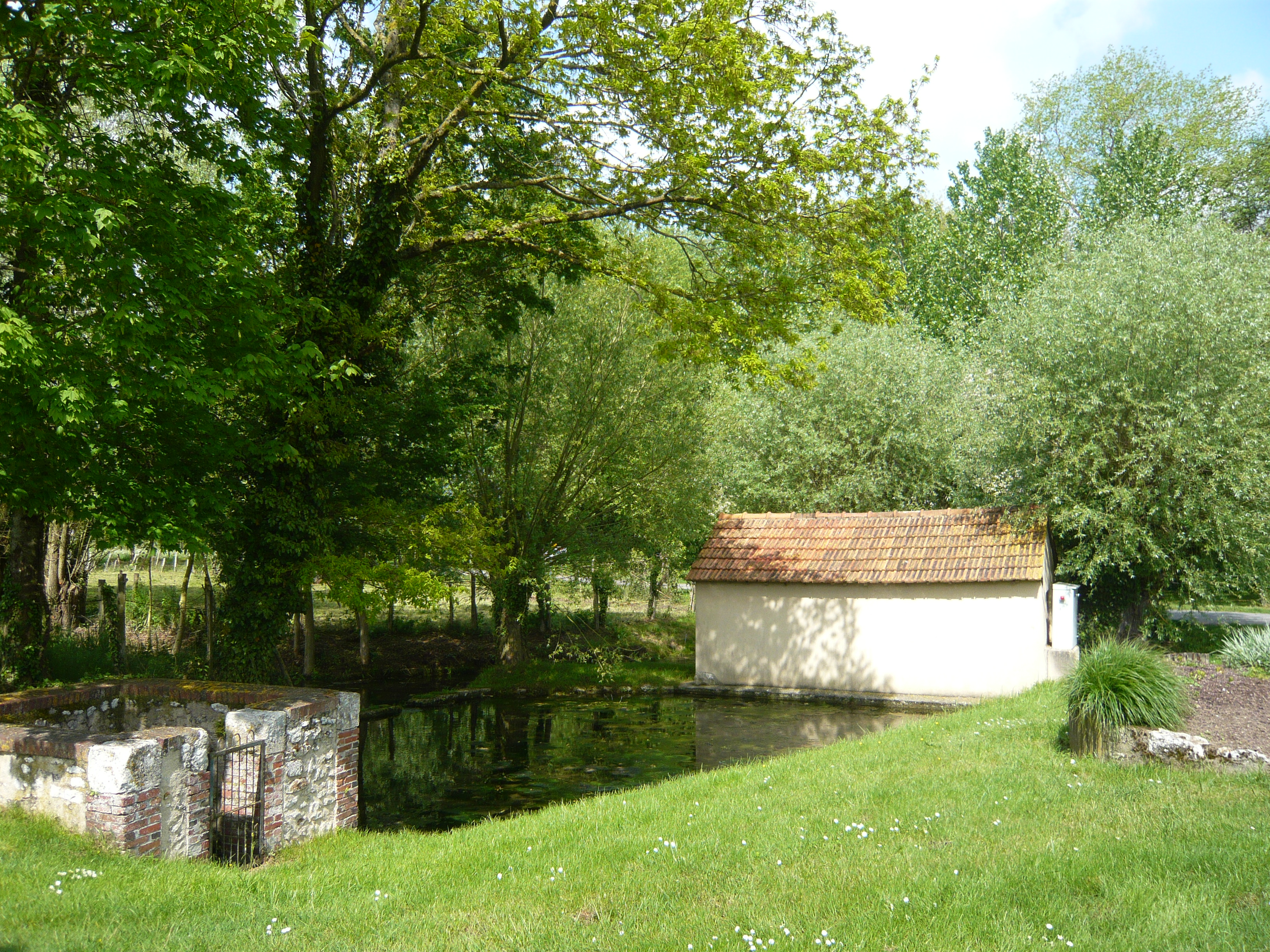
Le lavoir d'Houdouenne.
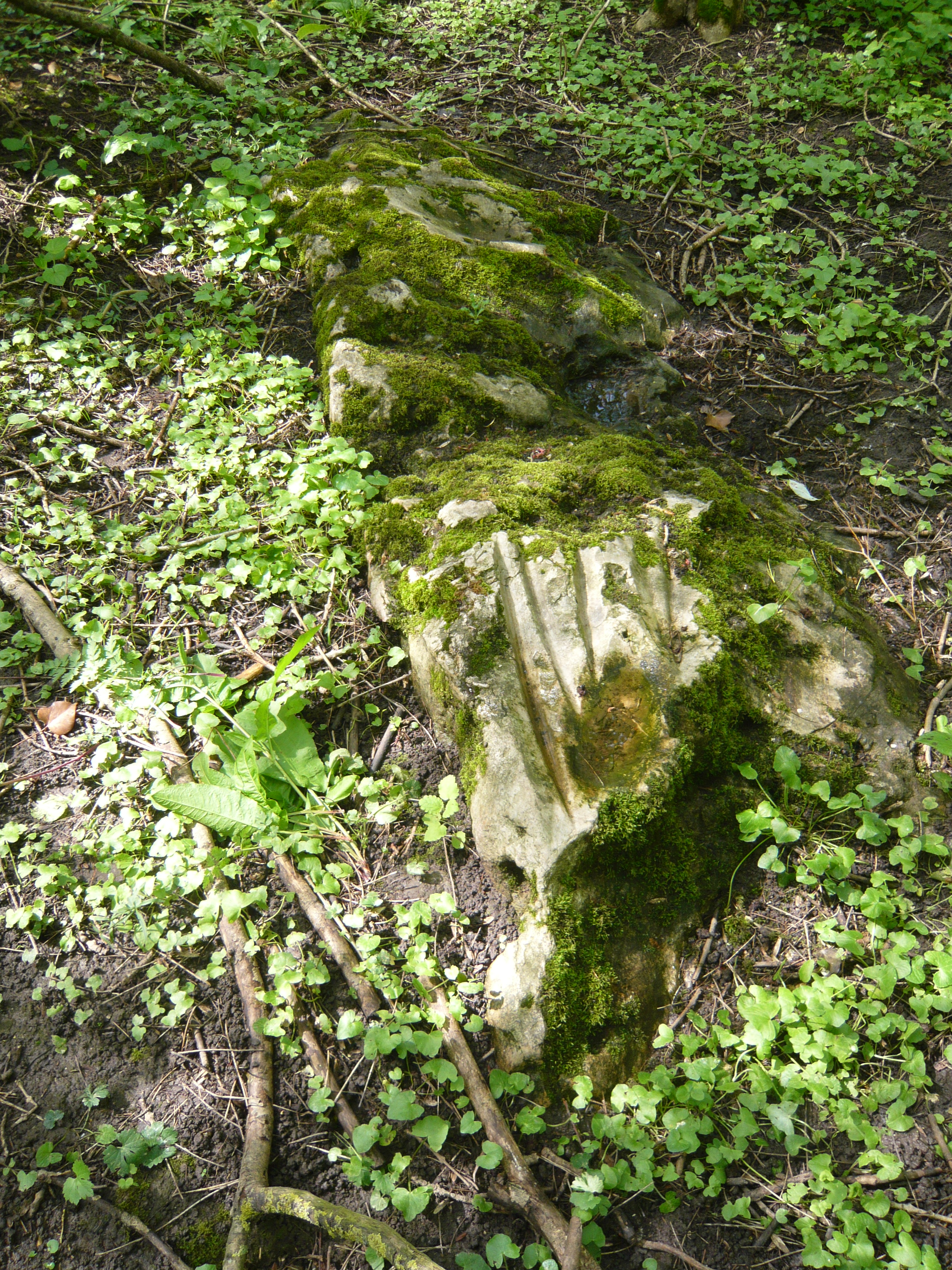
Le polissoir d'Houdouenne.
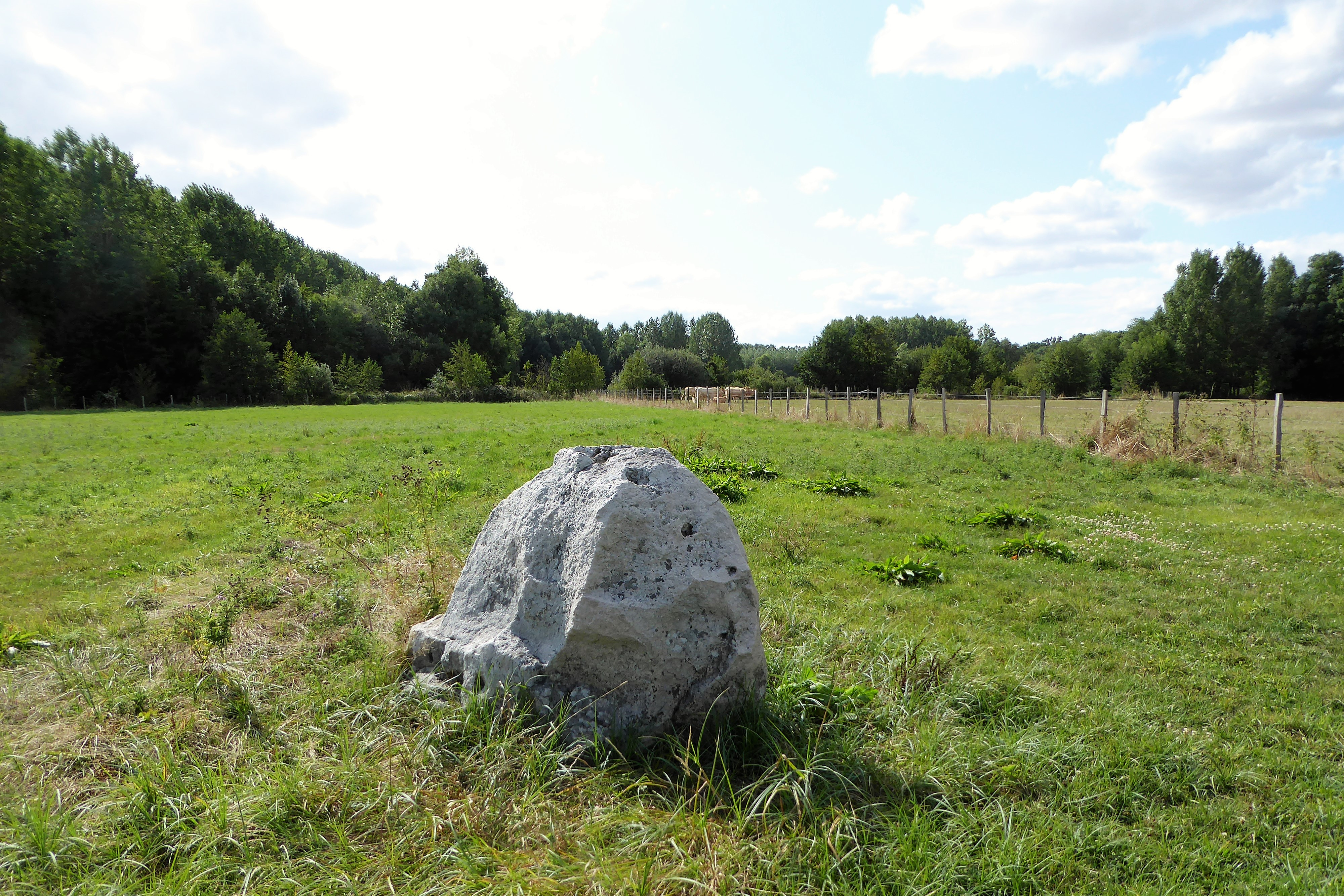
Le menhir du Boisseau.
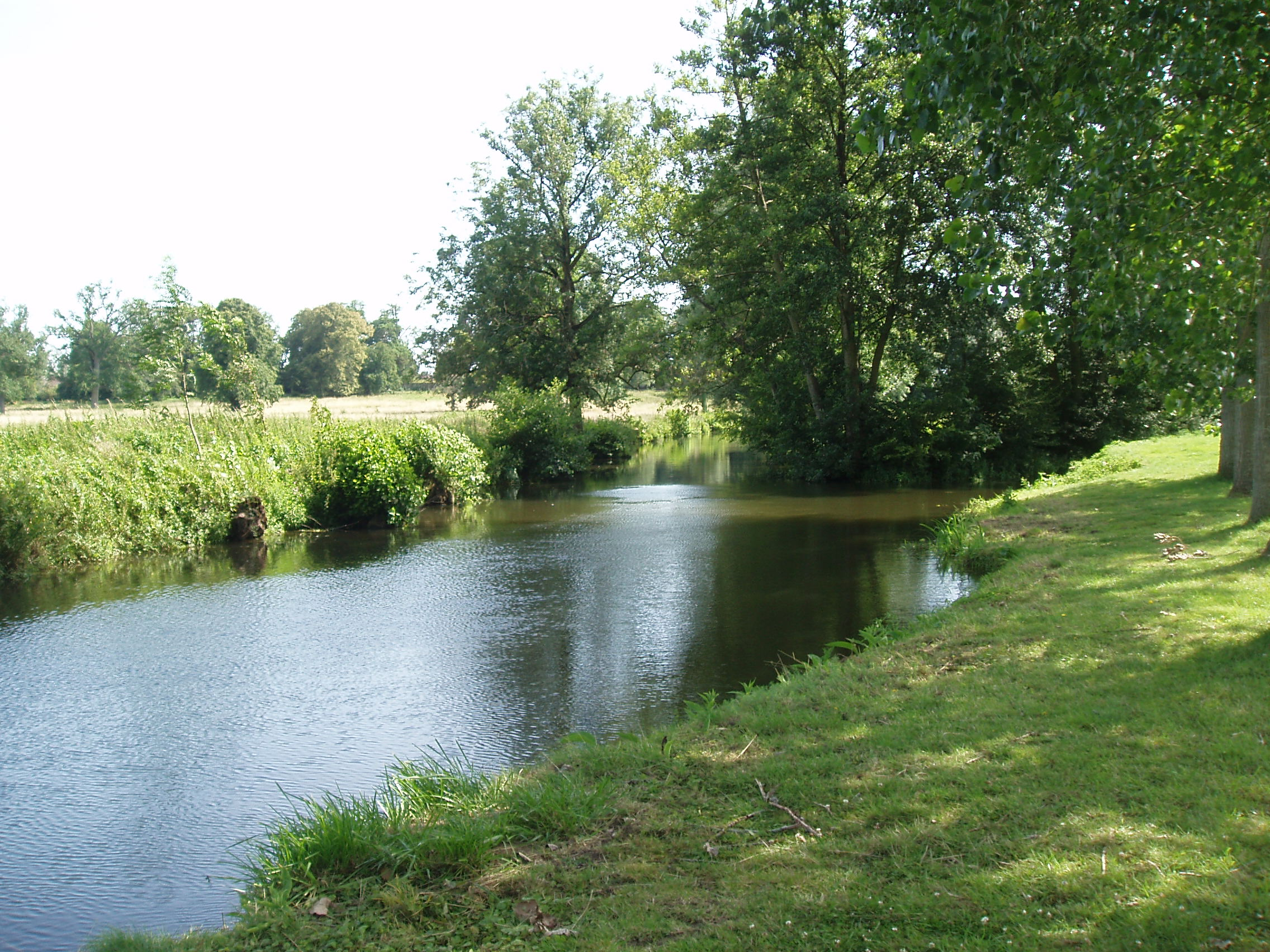
L'Eure entre Loché et La Varenne.

### Personnalités liées à la commune
- Sébastien Henry Jumentier, né à Ver-lès-Chartres le 14 novembre 1771, fils de Guillaume Jumentier, laboureur à Loché, puis messager de Chartres à Châteaudun, et de Marie Catherine Guillon.

Prêtre, professeur au collège de Chartres, décédé à Chartres le 26 avril 1823. Professeur estimé, une souscription fut ouverte pour élever un monument à sa mémoire. L'épitaphe suivante a été apposée sur sa tombe :

« A LA MEMOIRE DE Mr. H.-S. JUMENTIER, Prêtre et Professeur au collège de Chartres, décédé le XXVI AVRIL MDCCCXXIII.
SES ELEVES RECONNAISSANS. »